# Symposiachrus rubiensis
Symposiachrus rubiensis е вид птица от семейство Monarchidae.

## Разпространение
Видът е разпространен в Индонезия и Папуа Нова Гвинея.